# Langschwanz-Chinchilla
Das Langschwanz-Chinchilla (Chinchilla lanigera) ist eine Säugetierart aus der Familie der Chinchillas (Chinchillidae).

## Merkmale
Langschwanz-Chinchillas erreichen eine Kopfrumpflänge von 23 bis 38 Zentimeter, wozu noch ein bis zu 15 Zentimeter langer Schwanz kommt. Mit rund 800 Gramm sind die Weibchen deutlich schwerer als die Männchen, die nur rund 500 Gramm auf die Waage bringen. Das seidige Fell ist sehr dicht und weich; es ist blaugrau oder bräunlich gefärbt, üblicherweise hat jedes Haar eine schwarze Spitze. Der buschige Schwanz ist an der Oberseite mit langen, rauen Haaren besetzt. Der Kopf ist breit, die Ohren sind groß und die Augen schwarz. Sowohl Vorder- als auch Hinterpfoten enden in vier Zehen.
Von der zweiten Art der Eigentlichen Chinchillas, dem Kurzschwanz-Chinchilla, unterscheidet es sich unter anderem im namensgebenden längeren Schwanz und den größeren Ohren.

## Verbreitung und Lebensraum
Langschwanz-Chinchillas sind in Chile endemisch, wo sie die Andenregionen im nördlichen Landesteil bewohnen. Ihr Lebensraum sind felsige Gebirgsländer, wo sie in Höhen bis zu 4000 Meter vorkommen.

## Lebensweise
Diese Tiere sind eher dämmerungs- oder nachtaktiv, tagsüber ziehen sie sich in Felsspalten und Höhlen zurück. Sie leben – zumindest früher – in Gruppen von bis zu 100 Tieren zusammen, die Weibchen sind das dominante Geschlecht und gegenüber anderen Weibchen aggressiv. Es wird häufig behauptet, diese Tiere seien monogam, dafür gibt es jedoch keine Hinweise.
Langschwanz-Chinchillas sind Pflanzenfresser, die jede verfügbare Art von Vegetation zu sich nehmen. Beim Essen setzen sie sich aufrecht hin und halten die Nahrung mit den Vorderpfoten.

## Fortpflanzung
Die Fortpflanzungszeit liegt zwischen den Monaten Mai und November (bei gefangenen Tieren auf der Nordhalbkugel hingegen zwischen November und Mai). In diesem Zeitraum bringt das Weibchen in der Regel zweimal Nachwuchs zur Welt. Die Tragzeit beträgt rund 111 Tage und die Wurfgröße eins bis sechs, meist zwei oder drei. Die Neugeborenen kommen behaart und mit offenen Augen zur Welt, sie werden mit sechs bis acht Wochen entwöhnt. Die Geschlechtsreife tritt mit rund acht Monaten ein. Die Lebenserwartung in freier Wildbahn beträgt etwa 10 Jahre, in menschlicher Obhut können sie bis zu 20 Jahren erreichen.

## Langschwanz-Chinchillas und Menschen

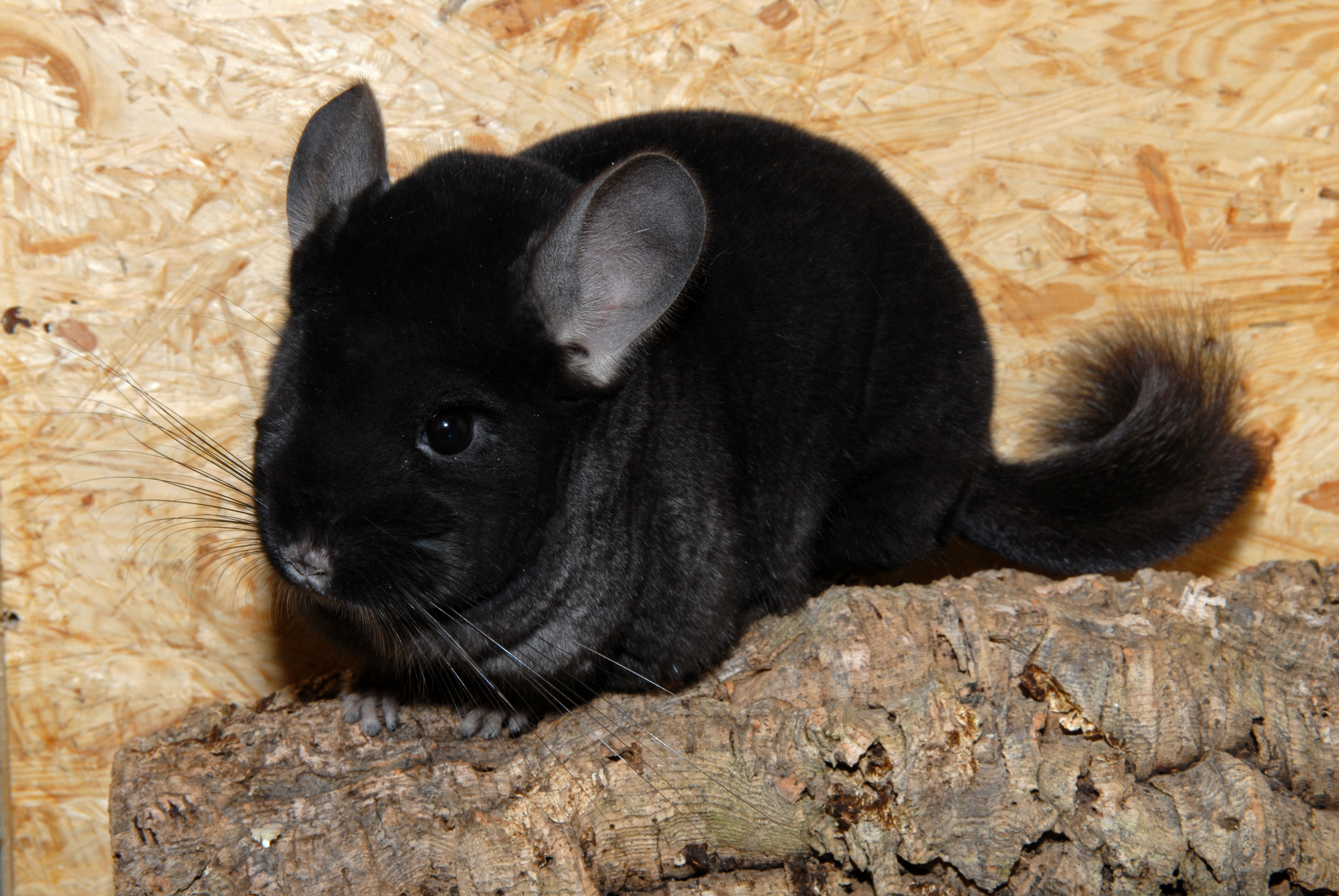
Langschwanz-Chinchilla der Farbe Ebony Velvet

Langschwanz-Chinchillas wurden schon vor der Ankunft der Europäer in Südamerika wegen ihres Felles gejagt, seit dem 19. Jahrhundert wurde diese Jagd kommerziell durchgeführt. Um 1900 wurden beispielsweise 500.000 Chinchillafelle jährlich aus Chile exportiert, was zum Einbruch der Populationen führte. Obwohl sie inzwischen gesetzlich geschützt sind, werden sie noch gewildert. Eine weitere Bedrohung stellt die Zerstörung ihres Lebensraums durch Abholzungen und Bergbau dar. Bei einer Untersuchung 1996 konnten insgesamt 42 Kolonien in freier Natur gefunden werden, diese Zahl ist seither zurückgegangen. Die IUCN schätzt, dass die Gesamtpopulation in freier Wildbahn in den letzten 15 Jahren um über 90 % zurückgegangen ist und listet die Art als „stark gefährdet“ (endangered).
Zum Schutz des Langschwanz-Chinchilla wurde in der chilenischen Región de Coquimbo nahe der Stadt Illapel die Reserva Nacional Las Chinchillas eingerichtet.
Im Gegensatz zu ihrem nur noch geringen Vorkommen in der Natur sind sie als Pelz- und Heimtiere weit verbreitet. Seit den 1920er-Jahren werden sie in Farmen gezüchtet. Durch ausgedehnte Zucht ist innerhalb der letzten sechzig Jahre eine Vielfalt an Mutationen der Fellfarbe aufgetreten. Die älteste Mutation war ein weißes Tier, später folgten Beige, Black Velvet, rundherum dunkel gefärbte Chinchillas (Charcoal und Ebony) sowie Saphir und Violett.